# Ивановцы (Закарпатская область)
Ива́новцы (укр. Іванівці) — село в Мукачевском районе Закарпатской области Украины. Административный центр Ивановецкой сельской общины.
Население по переписи 2001 года составляло 1222 человека. Почтовый индекс — 89622. Телефонный код — 3131. Занимает площадь 1,736 км². Код КОАТУУ — 2122783201.

## Известные уроженцы
- Врабель, Александр Михайлович — украинский советский певец, народный артист УССР.
- Манайло, Фёдор Фёдорович — украинский живописец.